# Ruprecht (Pfalz-Veldenz)

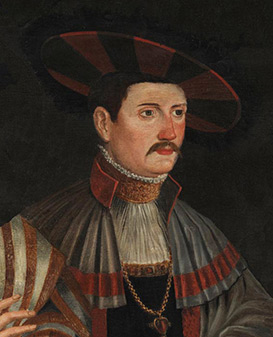
Gemälde des Ruprecht von Pfalz-Veldenz

Ruprecht von Pfalz-Veldenz (* 1506 in Zweibrücken; † 28. Juli 1544 auf Burg Gräfenstein) war Graf von Veldenz und Begründer der Veldenzer Linie des Hauses Pfalz-Zweibrücken.

## Leben
Ruprecht war der jüngere Sohn des Pfalzgrafen und Herzogs Alexander von Pfalz-Zweibrücken (1462–1514) aus dessen Ehe mit Margarete (1480–1522), Tochter des Grafen Kraft VI. von Hohenlohe in Neuenstein. Alexander hatte in seinem Testament das Erstgeburtsrecht für das Fürstentum Pfalz-Zweibrücken festgelegt, welches somit Ruprechts älterem Bruder Ludwig II. von Pfalz-Zweibrücken zufiel. Ruprecht war für den geistlichen Stand bestimmt. Er wurde Domherr in Mainz, Köln und Straßburg. Zu diesen Würden überließ ihm sein Bruder 1524 die Einkünfte der Propstei St. Remigius mit der Michelsburg, 1526 auch das Amt Lauterecken. 1529 erklärte er seinen Verzicht auf alle geistlichen Würden.
Nach dem Tod seines Bruders Ludwig führte Ruprecht von 1533 bis 1543 die Regierungsgeschäfte für seinen minderjährigen Neffen Wolfgang von Pfalz-Zweibrücken zunächst gemeinsam mit Wolfgangs Mutter Elisabeth von Hessen und ab 1540, als diese sich wiedervermählte, allein.
Wie sein Bruder Ludwig war Ruprecht der Reformation zugeneigt. Ruprecht vertrat die Ideen der Reformation entschiedener als sein Bruder. Er beauftragte Johann Schwebel mit der Erstellung einer neuen Kirchenordnung für Pfalz-Zweibrücken und ordnete die Verwendung der deutschen Sprache im Gottesdienst an.
1540 erwarb Ruprecht von Pfalzgraf Johann II. von Pfalz-Simmern die Herrschaft Grevenstein (das heutige Gräfensteiner Land), wo er ebenfalls die Reformation einführte.
Der gerade für volljährig erklärte Wolfgang von Pfalz-Zweibrücken überließ im Marburger Vertrag vom 3. Oktober 1543 seinem Onkel und bisherigen Vormund Ruprecht und dessen Nachkommen die Ämter Lauterecken und Veldenz, dazu das Amt Remigiusberg bei Kusel und das Jettenbacher Gericht als eigene Herrschaft. Damit wurde das Fürstentum Pfalz-Veldenz begründet, das 1553 im Heidelberger Sukzessionsvertrag um die Grafschaft Lützelstein, die Hälfte der Herrschaft Guttenberg und zwei Drittel von Alsenz erweitert wurde und bis zum Jahr 1694 existierte.
Ruprecht verstarb 1544 auf seiner Burg Gräfenstein und wurde in der Alexanderskirche in Zweibrücken beigesetzt.

## Ehe und Nachkommen
Ruprecht heiratete am 28. Juni 1537 Ursula (1515–1601), Tochter des Wild- und Rheingrafen Johann VII. zu Salm-Kyrburg, mit der er folgende Kinder hatte:
- Anna (1540–1586)

⚭ 1558 Markgraf Karl II. von Baden-Durlach (1529–1577)
- Georg Johann I. (1543–1592), Graf von Veldenz

⚭ 1563 Prinzessin Anna Maria von Schweden (1545–1610)
- Ursula (1543–1578)

⚭ 1578 Graf Wirich VI. von Daun-Falkenstein (1539–1598)